# Obèye Diop
Boubacar Obèye Diop, né le 4 janvier 1922 à Bambey et mort le 27 novembre 1995 à Champcueil, est un journaliste et homme politique sénégalais, ministre de l'Information, de la Radiodiffusion et de la Presse à l'indépendance de son pays.

## Biographie
Il est le fils d'Amadou Diop Coumbatine, Premier conseiller général du Baol, auprès du gouverneur général de l'AOF.
Enseignant de formation, sorti de l'École normale des instituteurs au Sénégal en 1994, il fait ses débuts politiques aux côtés de Galandou Diouf. Membre de la SFIO, il devient secrétaire général du Parti sénégalais d'action socialiste (Psas) de Lamine Guèye en 1957.
Au lancement d'Afrique en marche, le 15 janvier 1957, il prend la direction du journal, tandis qu'Amadou Hampâté Bâ en est le président du comité de rédaction. Il est également rédacteur en chef de L'AOF et collabore à La Tribune libre. Il est ensuite directeur de publication du mensuel L'Ouest africain.
Le 21 avril 1959, il est nommé secrétaire d’État à l’Enseignement technique et à la Formation professionnelle. Il l'est jusqu'au 3 mars 1960, et sa nomination comme ministre de l'Information, chargé de la Radiodiffusion et de la Presse.
Il devient le premier ministre de l’Information du Sénégal indépendant le 7 septembre 1960, au sein du gouvernement Mamadou Dia. Il abolit la censure dans la presse le 15 novembre 1960, et achève la création des centres régionaux d’information (Cri), dont celui de Diourbel, dirigé par Annette Mbaye d'Erneville, est pilote. Il reste en poste jusqu’au 12 décembre 1962, remplacé par Alioune Tall. Six jours plus tard, Mamadou Dia est arrêté sur ordre du président Léopold Sédar Senghor. Ce limogeage de Diop serait dû à l'inimitié de Pierre Senghor, demi-frère du président Senghor, que Diop incite à démissionner de son poste de secrétaire général de la coordination départementale du Parti socialiste de Bambey. Pierre Senghor devient le premier maire de Bambey, ville natale de Diop qui lui n'aura plus, quoique très populaire, d'autres fonctions nationales[pas clair].
Secrétaire à l’éducation politique de la coordination de Bambey, il est le rapporteur régulier de la région du Cap-Vert dans les congrès du Parti socialiste. Il est un grand soutien d'Abdou Diouf lors de la présidentielle de 1983. Proche de Gaston Defferre, de Pierre Mauroy et de François Mitterrand, Obeye Diop travaille ensuite à la demande d'Abdou Diouf à maintenir les bonnes relations entre la France et le Sénégal.
Mort à Paris, il est inhumé le 6 décembre 1995 à Bambey, aux côtés de sa famille.
Frère utérin du journaliste Papa Ahmet Diop, Obèye Diop épouse l'écrivaine Mariama Bâ dont il divorce, et Aby Niasse en secondes noces.